# Downtempo
Downtempo (o downbeat) és un tipus de música electrònica caracteritzada pel seu so relaxat, semblant a l'ambient, amb la diferència respecte a aquest que normalment compta amb ritme o groove. Aquest beat pot ser aconseguit a partir de loops amb una sonoritat hipnòtica. Altres vegades, els ritmes són més complexos i prominents, però inclús en eixe cas tenen menys intensitat que en altres formes de música electrònica. El terme música chill out s'ha emprat de vegades per a referir-se a esta música, però és una paraula que s'aplica també a altres gèneres. Un gènere relacionat amb el downtempo és el trip hop, encara que el downtempo normalment utilitza un tempo més lent. A causa de la seua sonoritat relaxada i inclús sensual, i a l'absència o el mínim ús de vocals, bona part de la música downtempo ha sigut utilitzada com a música de fons en l'àrea chill out de les festes o com a banda sonora en cafés.